# Бен-Халиди, Фаузи
Фаузи Бен-Халиди (фр. Fawzi Benkhalidi; род. 3 февраля 1963, Алжир) — алжирский футболист, нападающий.
Попал в заявку сборной Алжира на чемпионате мира 1986 года в Мексике. Однако ни в одной из трёх игр Алжира на этом турнире Шаиб не провёл ни одной минуты на поле.